# Astragalus dependens
Astragalus dependens es una especie de planta del género Astragalus, de la familia de las leguminosas, orden Fabales.

## Distribución
Astragalus dependens se distribuye por China (Gansu y Qinghai).

## Taxonomía
Fue descrita científicamente por Bunge ex Maxim. Fue publicada en Bulletin de l’Académie Impériale des Sciences de Saint-Pétersbourg 3, 26: 471 (1880).